# カイゼリン・ウント・ケーニギン・マリア・テレジア (装甲巡洋艦)
| 主砲換装前の「カイゼリン・ウント・ケーニギン・マリア・テレジア」 | |
| 艦歴                                                             | |
| 発注                                                             | STT（スタビリメント・テクニコ・トリエスティノ）社サン・マルコ造船所（トリエステ） |
| 起工                                                             | 1891年7月1日 |
| 進水                                                             | 1893年4月29日 |
| 就役                                                             | 1895年5月24日 |
| 退役                                                             | |
| その後                                                           | 1920年解体処分 |
| 除籍                                                             | 1919年 |
| 前級                                                             | なし |
| 次級                                                             | カイザー・カール6世 |
| 性能諸元                                                         | |
| 排水量                                                           | 基準：5,164トン 満載：6,026トン |
| 全長                                                             | 113.7m 111.67m（水線長） |
| 全幅                                                             | 16.26m |
| 吃水                                                             | 6.13～6.81m |
| 機関                                                             | 型式不明石炭専焼水管缶6基 ＋三段膨張式三気筒レシプロ機関2基2軸推進 |
| 最大出力                                                         | 9,000hp |
| 最大速力                                                         | 18.9ノット |
| 航続距離                                                         | 10ノット/3,500海里 |
| 燃料                                                             | 石炭：746トン |
| 乗員                                                             | 475名（水兵443名+士官32名） |
| 兵装                                                             | クルップ C/86 24cm（35口径）単装砲2基 C/86 15cm（35口径）単装砲8基 スコダ SFK 4.7cm（44口径）単装速射砲12基 スコダ 7cm（15口径）野砲2基 オチキス SFK 4.7cm（43口径）単装速射砲6基 45cm水中魚雷発射管単装4基 （1910年改装時：スコダ 19cm（42口径）単装砲2基 C/86 15cm（35口径）単装砲8基 スコダ SFK 4.7cm（44口径）単装速射砲12基 オチキス SFK 4.7cm（33口径）単装速射砲6基 45cm水中魚雷発射管単装4基） |
| 装甲                                                             | 舷側：100mm（水線最厚部） 甲板：38mm（平坦部）、57mm（傾斜部） 主砲カバー：40mm（前盾）、40mm（側盾）、40mm（天蓋） バーベット部：100mm（1910年時：125mm） 副砲ケースメイト部：80mm 司令塔：20～50mm |

カイゼリン・ウント・ケーニギン・マリア・テレジア  (Panzerkreuzer der Kaiserin und Königin Maria Theresia) は、オーストリア＝ハンガリー帝国海軍の装甲巡洋艦。第一次世界大戦前に最初に竣工させた装甲巡洋艦であり、同型艦は無い。艦名は、18世紀のハプスブルク家当主であった皇后・女王マリア・テレジアに因む。

## 概要
本艦は、フランス海軍が装甲巡洋艦「デュピュイ・ド・ローム」を就役させたことから、その影響を受けて同等のコンセプトで建造された艦である。同時代の防護巡洋艦「カイザー・フランツ・ヨーゼフ1世級」を拡大したような外観となった。建造費は約750万クローネであった。

## 艦形

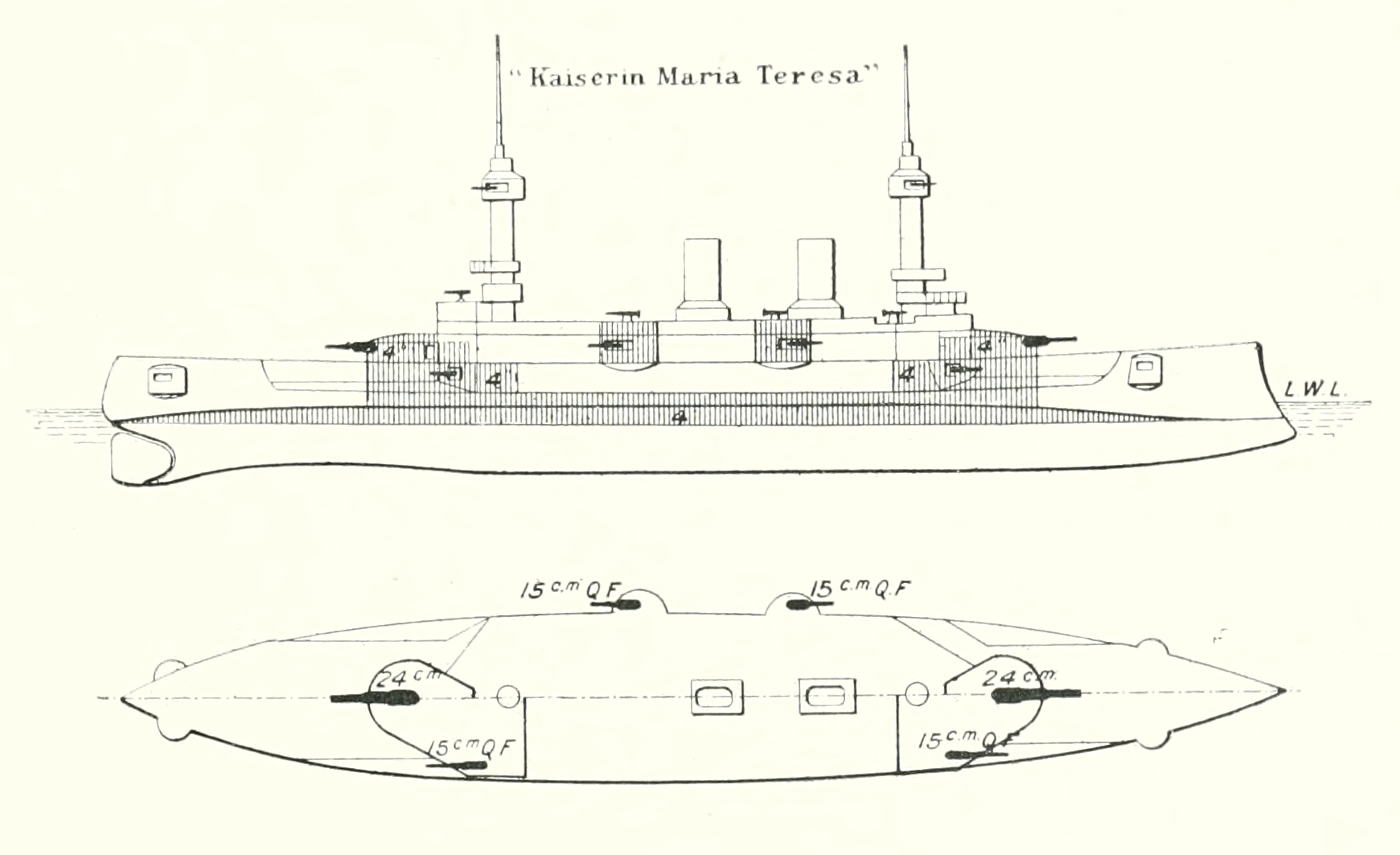
本艦の武装・装甲配置を示した図。上面図は上半分が最上甲板、下半分が主甲板の配置図である。バーベットの後部が尖っているのは揚弾機と装填装置があるため。

波の穏やかなアドリア海での運用が主であることから、船体形状は乾舷の比較的低い平甲板型船体とした。艦首水線下には衝角（ラム）を有している。
艦上には、前後甲板に24cm単装主砲各1基を置き、艦中央部に艦橋、各2本のミリタリー・マスト・煙突を配置した前後シンメトリーに近い配置形態とした。中央部の煙突周囲は短艇甲板となっている。
15cm副砲は単装砲架で装備された。配置は前後の主砲塔部分舷側のケースメイト（砲郭）部に各1基、船体中央部端艇甲板下の半円形の張り出し（2箇所）に片舷2基の計8基である。搭載に当たって副砲の首尾線方向への射界を確保するため、前後の主砲塔舷側部に配置された副砲は船体の一部を切り欠いて設置し、また船体中央部の副砲は張り出しを設けて設置している。この武装配置により艦首尾方向に24cm砲1門と15cm砲4門が、舷側方向には24cm砲2門と15cm砲4門が指向できた。

## 兵装

### 主砲
主砲はクルップ社製C/86 24cm（35口径）砲を採用した。重量140kgの主砲弾を使用し、仰角25度で射程13,000mであった。この砲をフード付き露砲塔に収めた。砲塔の俯仰能力は仰角25度・俯角4度である。旋回角度は単体首尾線方向を0度として左右150度の旋回角度を持つ、主砲身の俯仰・砲塔の旋回・砲弾の揚弾・装填は主に電気で行われ、補助に人力を必要とした。砲弾の装填角度は仰角4度で固定され、発射速度は2分間に1発であった。
後に1906年8月に旧式化した主砲を自国シュコダ社製19cm（42口径）砲に換装した。この砲は同時期の戦艦「エルツヘルツォーク・カール級」の副砲にも採用されている。重量97kgの主砲弾を最大仰角20度で射距離20,000mまで届かせる事ができた。露砲塔での搭載とし、搭載数も換装前と同じである。砲架の仰角は20度・俯角3度、旋回角度は首尾線方向を0度として左右150度の旋回角が可能であった。発射速度は毎分3発であった。

### その他の備砲・水雷兵装
副砲はクルップ製C/86 15cm（35口径）砲を採用した。重量45.3kgの砲弾を仰角30度で10,800mまで届かせられる性能を持っている。この砲を単装砲架で8基搭載した。砲身の上下角は仰角30度・俯角5度で左右の旋回角度は舷側方向を0度として左右150度の旋回角度を持っていた。発射速度は毎分4～5発である。
他に対水雷艇迎撃用にシュコダ社製4.7cm（44口径）速射砲を単装砲架で12基と、フランス・オチキス社製4.7cm（33口径）速射砲を単装砲架で6基装備した。
水雷兵装として45cm水中魚雷発射管を単装で4基装備した。

## 艦歴
本艦は竣工後の1895年にドイツのキール運河開通式典に参列した。1896年にはナフパクトス地方に派遣され、1897年にはクレタ島沖に派遣された。
米西戦争が勃発するとキューバの自国民保護のために派遣された。1898年5月9日にポーラを出発。戦闘のあった7月3日にサンティアーゴ・デ・クーバに着いたため、スペイン艦と間違われてアメリカ戦艦「インディアナ」に攻撃されかけた。同地でオーストリア人とドイツ人80名（またはオーストリア人83名）を乗せるとジャマイカへ向かった。1898年12月13日（または10月9日）、ポーラに戻った。
1900年に勃発した義和団の乱において海外の自国民を保護するために派遣された。帰国後の1906年に第一次近代化改装を実施。1909年から1910年にかけて第二次近代化改装を実施、改装後の1911年から1913年にかけて東部地中海に派遣。老朽・旧式化のため、1914年から1917年の間セベニコにて港湾警備艦となる。1917年2月に武装を撤去・陸揚げし、ポーラ湾にてドイツ海軍潜水艦の宿泊艦として使用。第一次世界大戦後、1920年1月にイギリスへの賠償艦に指定されてエルバ島にて解体処分された。